# Asarum yakusimense
Asarum yakusimense là một loài thực vật có hoa trong họ Aristolochiaceae. Loài này được Masam. mô tả khoa học đầu tiên năm 1933.